# スティグ・ブロンベルク

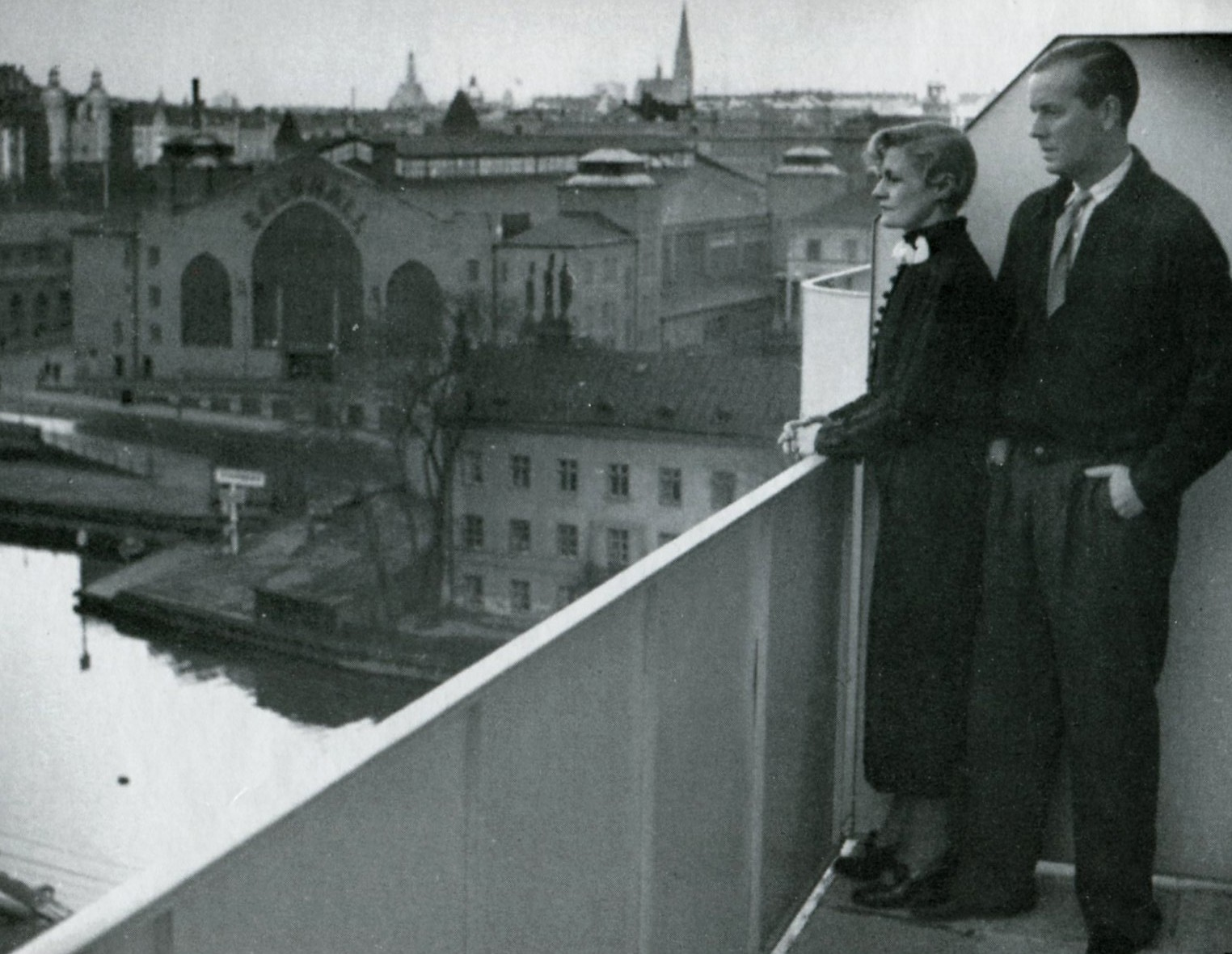

スティグ・ブロンベルク（Stig Blomberg、1901年10月16日 - 1970年12月19日)はスウェーデンの彫刻家。ストックホルムで美術を学び、奨学金を受けて1923年からイタリア、スペイン、フランス、アフリカ、アメリカなどを訪問して美術を学んだ。ベルリンで銅メダルを獲得する。1951年から1961年までストックホルムで教授として働いた。